# Генеральный директор министерства премьер-министра Израиля
Генеральный директор министерства премьер-министра Израиля (ивр. מנכ"ל משרד ראש הממשלה‎) — руководитель Министерства премьер-министра Израиля,в должностные обязанности которого входит управление работой персонала министерства и осуществлении внутренней политики, определяемой премьер-министром по всем экономическим, социальным и гражданским вопросам.
Генеральный директор министерства премьер-министра Израиля подчиняется непосредственно премьер-министру Израиля, и обычно назначается им лично при условии одобрения правительством Израиля. Генеральным директором министерства премьер-министра Израиля является Наама Шульц, вступившая в должность 10 июля 2022 года.

## История
Генеральному директору министерства премьер-министра поручено управление и планирование внутренней политики правительства. Среди прочего, он отвечает за обеспечение того, чтобы решения и планы внутренней политики правительства соответствовали заявленным целям премьер-министра, а также за обеспечение этих целей и контроль за выполнением повестки дня внутренней политики правительства.
Кроме того, генеральный директор министерства премьер-министра отвечает за координацию мер внутренней политики во всех правительственных министерствах.

## Направления деятельности
- Ответственность в социально-экономических областях, централизация планирования политики и работы аппарата премьер-министра на национальном уровне, проведение реформ, установленных в рамках государственной службы, и продвижение проектов национального значения в течение определенных периодов времени.
- Социально-экономические субъекты, находящиеся в ведении министерства:
  - Отдел экономики и инфраструктуры в министерстве премьер-министра
  - Департамент правительства и общества в министерстве премьер-министра
  - Департамент внутренних дел, планирования и развития в министерстве премьер-министра
  - Национальный экономический совет[ивр.]
  - Юридическое бюро министерства премьер-министра
- Общая ответственность за вопросы, находящиеся в ведении заместителя генерального директора Министерства: Центральное бюро статистики, Государственный архив, Государственный комитет по именам, Правительственное бюро рекламы, Правительственное бюро печати и другие.

Генеральный директор также отвечает за координацию между исполнительными органами и руководителями различных министерств, а также за определение политики в соответствии с политикой премьер-министра. Для этого ему необходимо знать как позицию премьер-министра по различным вопросам, так и позиции различных министерств правительства.